# 岡村奈々
岡村 奈々（おかむら なな、1994年12月30日 - ）は、福岡県北九州市出身の女子ソフトボール選手（投手）。元日立サンディーバ所属。

## 経歴
小学校から地元のソフトボールチーム志徳ブルーサンダースに加入。北九州市立早鞆中学校時代の2009年8月にチェコのプラハで開催されたISFユースワールドカップでチームのエースを務め、予選リーグのドミニカ共和国戦で完全試合を達成。
中学卒業後の2010年に小倉商業高等学校に進学。同年、史上最年少で日本代表入りを果たした。高校卒業後は日本体育大学に進学。
2017年、日立サンディーバに入団。17試合に登板し、4勝2敗・防御率2.88の成績を残した。日本リーグの新人賞を受賞。
2019年シーズン終了後に現役引退。
2025年、タカギ北九州ウォーターウェーブのコーチに就任。

## 選手としての特徴
スライダー軌道に変化するストレートを持ち味としている。

## 詳細情報

### 年度別投手成績
| 年 度    | チ ｜ ム | 登 板 | 勝 利 | 敗 戦 | 勝 率 | 投 球 回 | 被 安 打 | 被 本 塁 打 | 与 四 球 | 与 死 球 | 奪 三 振 | 暴 投 | 失 点 | 自 責 点 | 奪 三 振 率 | 防 御 率 | W H I P |
| -------- | -------- | ----- | ----- | ----- | ----- | -------- | -------- | ----------- | -------- | -------- | -------- | ----- | ----- | -------- | ----------- | -------- | ------- |
| 2017年   | 日立     | 17    | 4     | 4     | .500  | 58.1     | 61       | 5           | 24       | 2        | 28       | 2     | 27    | 24       | 4.32        | 2.88     | 1.457   |
| JSL：1年 | JSL：1年 | 17    | 4     | 4     | .500  | 58.1     | 61       | 5           | 24       | 2        | 28       | 2     | 27    | 24       | 4.32        | 2.88     | 1.457   |

- 2017年度シーズン終了時

### 日本リーグ個人表彰
- 2017年 - 新人賞（投手）

### 背番号
- 27（2017 - 2019）